# Joan Josep Laguarda i Fenollera
El doctor Joan Josep Laguarda i Fenollera (València, 22 d'abril de 1866 — Barcelona, 4 de desembre de 1913) fou un religiós d'origen valencià, bisbe d'Urgell, copríncep d'Andorra, bisbe de Jaén i bisbe de Barcelona.

## Primers anys
Laguarda va néixer a València el 22 d'abril de 1866 i va estudiar al Col·legi del Patriarca, amb un aprofitament excel·lent. Va obtenir el doctorat en Teologia i Dret Canònic així com la llicenciatura en Dret Civil.
Va iniciar el seu treball parroquial amb un càrrec de coadjutor a Xulilla. Aviat, el cardenal Monescillo, arquebisbe de València, compromès en la seva extensa reforma de l'ensenyament i, en concret, del Seminari Conciliar, el cridà per esdevenir-ne prefecte i catedràtic de les assignatures de Metafísica, Economia política i Dret civil. L'arquebisbe Sancha, que succeí l'anterior, va demostrar una gran estima pel jove Laguarda i se'l va endur a Toledo quan en fou nomenat arquebisbe primat. El va nomenar, simultàniament, majordom, fiscal eclesiàstic i vicari general de l'arxidiòcesi. El juny de 1899 va ésser nomenat bisbe auxiliar de Toledo pel Papa Lleó XIII, a instàncies de l'arquebisbe, conferint-li la diòcesi titular de Titopolis.

## Bisbe d'Urgell i copríncep d'Andorra
El 1902 fou promogut a bisbe d'Urgell, i prengué possessió del setial el 10 de setembre i de la dignitat de 53è copríncep d'Andorra el 15 de novembre.
Durant els quatre anys que romangué en els càrrecs, desplegà una intensa activitat, sobretot de caràcter social i assistencial. Va crear l'Institut Obrer de la Seu d'Urgell i un sistema de previsió per als capellans ancians. En el camp diplomàtic, la seva tasca com a mitjancer amb el govern francès en afers de delimitacions de fronteres amb el Principat d'Andorra li va valer l'agraïment del govern espanyol, que li va atorgar la gran creu de l'Orde de Carles III.
El 26 de novembre de 1906 fou promogut al bisbat de Jaén i hi romangué durant dos anys.

## Bisbe de Barcelona
El 29 d'abril de 1909, el doctor Laguarda fou nomenat bisbe de Barcelona, i el 27 d'octubre prengué possessió del càrrec.
Mentrestant, a finals de juliol es produí a Barcelona la Setmana Tràgica, un aixecament popular d'un fort component anticlerical. Amb aquest clima i el de la seva consegüent repressió es va trobar el bisbe Laguarda quan va fer l'entrada a la ciutat l'1 de novembre.
El seu mandat, curt per la seva mort al cap de quatre anys, va estar molt marcat per aquests fets. Va reeixir en afrontar-los en les tres direccions que es va proposar:
- La reconstrucció material dels danys rebuts, restaurant temples, reposant objectes de culte i construint la nova parròquia de la Mare de Déu del Carme. Va impulsar les obres de la façana de la Catedral i la va dotar de llum elèctrica.

- La defensa de l'ensenyament religiós tant pel que feia a la participació de la comunitat religiosa en el sistema educatiu com al manteniment de l'ensenyament confessional de la religió a les escoles públiques. Estava convençut que el laïcisme de moda en aquells moments fomentava la dissolució moral i la violència.

- L'acció social, conscient del fet que part de la culpa del desgavell sofert havia estat el distanciament entre l'estament eclesial i el poble, sobretot el més necessitat. En la línia de les directrius exposades per Lleó XIII en l'encíclica Rerum Novarum, el doctor Laguarda va voler mobilitzar els seus fidels i fer arribar el seu suport a la classe obrera. Va fundar la Junta Diocesana d'Acció Catòlica i les juntes parroquials. Va crear l'Associació Eclesiàstica per a l'Apostolat Popular. Va organitzar obres d'assistència social i patrocinà esdeveniments culturals com ara el tercer Congrés Nacional de Música Sacra (1912) o el primer Congrés d'Art Sacre de Catalunya.

El bisbe Laguarda morí el 4 de desembre de 1913 i va ser enterrat a la seva estimada parròquia del Carme enmig d'una important manifestació de dol popular que demostrà que els seus propòsits de retornar la concòrdia entre els seus feligresos no havien estat en va.